# S5.92
S5.92是一种俄罗斯制造的火箭引擎，目前用于Fregat上面级。

## 设计
S5.92是基于燃气发生器循环，使用UDMH/N2O4自燃燃料的火箭发动机。她具有两级节流阀设置。高推力模式下可产生19.61kN推力，比冲327秒，点火时间为3秒。低推力模式下产生13.73kN推力，比冲316秒，点火时间2.5秒。这种发动机被标定为可以进行50次点火，点火间隔最多300天。

## 历史
该火箭发动机最初由 A.M. Isayev化学工程设计局为福布斯计划的两艘太空船设计。在两颗火星探测器失败后，探测器制造商拉沃契金联合体为这颗发动机找到了新的市场，并设计制造了用于联盟号和天顶号运载火箭的Fregat上面级。